# شهرستان وولسکی
شهرستان وولسکی (به لاتین: Volsky District) یک شهرستان در روسیه است که در استان ساراتوف واقع شده‌است.